# 橫門君
橫門君（?—?），戰國時期秦国的军事人物，姓名不详。
橫門君为将，对抗楚国。陳軫不愿意秦惠文王重用張儀，让田莘劝说秦王：「现在秦国自立為王，能妨害称王的國家是楚國。楚國知道橫門君善于用兵，陳軫善于智谋，于是让五國重用。張儀必來说橫门君、陳軫二人的坏话，请大王不要听。」張儀來秦国游说，提到陳軫，秦王不聽張儀的意见。